# 路易斯安那州立大學系統
路易斯安那州立大學系統（英語：Louisiana State University System）是美国路易斯安那州的公立大学系統，威廉·L·詹金斯是现任总裁。路易斯安那州立大学系統的总部位於路易斯安那州巴吞鲁日。

## 学院和机构
- 路易斯安那州立大学
- 路易斯安那州立大学农业中心（英语：Louisiana State University Agricultural Center）
- 潘宁顿生医研究中心（英语：Pennington Biomedical Research Center）
- 新奥尔良路易斯安那州立大学健康科学中心（英语：Louisiana State University Health Sciences Center New Orleans）
- 亚历山大路易斯安那州立大学（英语：Louisiana State University at Alexandria）
- 尤妮斯路易斯安那州立大学（英语：Louisiana State University at Eunice）
- 什里夫波特路易斯安那州立大学（英语：Louisiana State University in Shreveport）
- 什里夫波特路易斯安那州立大学健康科学中心（英语：Louisiana State University Health Sciences Center Shreveport）
- 保罗·M·埃贝尔法律中心（英语：Paul M. Hebert Law Center）